# Llista de participants al Tour de França de 1934
El Tour de França de 1934 fou disputat per 60 corredors repartits entre 5 equips nacionals de vuit ciclistes i 20 ciclistes que corrien de manera individual i que a diferència de 1933 no competien sota el nom de "touriste-routier", sinó com a "individuals". En total foren 60 els ciclistes que hi van prendre part: 20 francesos, 12 belgues, 12 italians, 8 alemany, 4 espanyols i 4 suïssos.

## Llista de participants
| Llegenda                 | Llegenda | Llegenda              | Llegenda                                                                                         |
| ------------------------ | --- | --------------------- | ------------------------------------------------------------------------------------------------ |
| #                        | Dorsal de sortida que du el ciclista al Tour                                                                | Pos.                  | Posició final a la classificació general                                                         |
| Mallot groc              | Vencedor de la classificació general                                                                        | Mallot de la muntanya | Vencedor de la classificació de la muntanya                                                      |
| Mallot verd              | Vencedor de la classificació per punts                                                                      | Mallot blanc          | Vencedor de la classificació dels joves                                                          |
| classificació per equips | Vencedor de la classificació per equips                                                                     | Combativitat          | Vencedor de la combativitat                                                                      |
| NP                       | Indica un ciclista que no ha pres la sortida en una etapa, seguit del número de l'etapa en què s'ha retirat | AB                    | Indica un ciclista que no ha finalitzat una etapa, seguit del número d'etapa en què s'ha retirat |
| HD                       | Indica un ciclista que ha finalitzat una etapa fora de control, seguit del número d'etapa                   | EX                    | Corredor exclòs per no respectar el reglament                                                    |
| *                        | Indica un corredor que lluita pel mallot blanc                                                              |                       |                                                                                                  |

### Equips nacionals
| Bèlgica | Bèlgica           | Bèlgica |
| ------- | ----------------- | ------- |
| Num     | Ciclista          | Pos     |
| 1.      | Gaston Rebry      | AB      |
| 2       | Alphonse Schepers | AB      |
| 3       | Louis Hardiquest  | AB      |
| 4       | Romain Maes       | AB      |
| 5       | Frans Bonduel     | AB      |
| 6       | Edgard de Caluwé  | AB      |
| 7       | Frans Dictus      | AB      |
| 8       | Romain Gijssels   | 32      |

| Itàlia | Itàlia             | Itàlia |
| ------ | ------------------ | ------ |
| Num    | Ciclista           | Pos    |
| 9.     | Giuseppe Martano   | 2      |
| 10     | Eugenio Gestri     | 14     |
| 11     | Antonio Folco      | 39     |
| 12     | Giovanni Gotti     | 24     |
| 13     | Giovanni Cazzulani | 16     |
| 14     | Vasco Bergamaschi  | AB     |
| 15     | Adriano Vignoli    | 15     |
| 16     | Raffaele di Paco   | AB     |

| Suïssa / Espanya | Suïssa / Espanya  | Suïssa / Espanya |
| ---------------- | ----------------- | ---------------- |
| Num              | Ciclista          | Pos              |
| 17.              | Albert Büchi      | 17               |
| 18               | Walter Blattmann  | AB               |
| 19               | Kurt Stettler     | AB               |
| 20               | August Erne       | 20               |
| 21               | Vicente Trueba    | 10               |
| 22               | Luciano Montero   | AB               |
| 23               | Mariano Cañardo   | 9                |
| 24               | Federico Ezquerra | 19               |

| Alemanya | Alemanya         | Alemanya |
| -------- | ---------------- | -------- |
| Num      | Ciclista         | Pos      |
| 25.      | Kurt Stöpel      | 22       |
| 26       | Ludwig Geyer     | 7        |
| 27       | Hermann Buse     | AB       |
| 28       | Willy Kutschbach | 37       |
| 29       | Rudolf Wolke     | AB       |
| 30       | Kurt Nitschke    | AB       |
| 31       | Rudolf Risch     | 38       |
| 32       | Bruno Wolke      | AB       |

| França | França             | França |
| ------ | ------------------ | ------ |
| Num    | Ciclista           | Pos    |
| 33.    | Georges Speicher   | 11     |
| 34     | Roger Lapébie      | 3      |
| 35     | Raymond Louviot    | 12     |
| 36     | Antonin Magne      | 1      |
| 37     | Charles Pélissier  | AB     |
| 38     | René Vietto        | 5      |
| 39     | René Le Grèves     | 25     |
| 40     | Maurice Archambaud | AB     |

### Individuals
| Individuals | Individuals        | Individuals |
| ----------- | ------------------ | ----------- |
| Num         | Ciclista           | Pos         |
| 101.        | Jean Wauters       | 31          |
| 102         | Sylvère Maes       | 8           |
| 103         | Théo Herckenrath   | 26          |
| 104         | Félicien Vervaecke | 4           |
| 105         | Ambrogio Morelli   | 6           |
| 106         | Ettore Meini       | 29          |
| 107         | Dante Franzil      | 23          |
| 108         | Edoardo Molinar    | 13          |

| Individuals | Individuals        | Individuals |
| ----------- | ------------------ | ----------- |
| Num         | Ciclista           | Pos         |
| 109         | Léon Level         | 21          |
| 110         | Jean Bidot         | 35          |
| 111         | Sylvain Marcaillou | 34          |
| 112         | Gabriel Viratelle  | AB          |
| 113         | Marcel Renaud      | 28          |
| 114         | Eugène Le Goff     | AB          |
| 115         | Yves Le Goff       | 33          |
| 116         | Gaspard Rinaldi    | AB          |

| Individuals | Individuals        | Individuals |
| ----------- | ------------------ | ----------- |
| Num         | Ciclista           | Pos         |
| 117         | Vincent Salazard   | 27          |
| 118         | Fabien Galateau    | 36          |
| 119         | Pierre Pastorelli  | AB          |
| 120         | Adrien Buttafocchi | AB          |